# Símbolos de Tlaxcala de Xihcoténcatl
Los Símbolos de la ciudad de Tlaxcala incluyen el glifo municipal y su escudo de armas que identifica a la ciudad y por extensión al estado de Tlaxcala. 

## Escudo de armas
En 1535, el rey de España concedió un escudo de armas a la ciudad de Tlaxcala, fue un documento  jurídico-diplomático que autorizaba su uso y reproducción como reconocimiento  de sus méritos durante la conquista. La parte principal del escudo es un castillo amurado que representa la heráldica del Reino de Castilla, la bandera de oro con una águila de sable representa las armas del Sacro Imperio Romano Germánico, el campo de gules representa a los infieles mexicas abatidos por los tlaxcaltecas, las hojas de palma sumados a los cráneos representan el triunfo y victoria. La letra "I" corresponde al nombre de la reina Juana I de Castilla, la letra "K" corresponde al nombre de Carlos I de España y la letra "F" corresponde al nombre del príncipe Felipe.

## Glifo
El glifo municipal que simboliza la palabra Tlaxcala está conformado por la ilustración de dos cerros en los que emergen dos manos haciendo tortillas. La referencia más antigua del glifo de la ciudad de Tlaxcala se encuentra en la quinta década de la obra De Orbe Novo decades octo escrita entre los años 1521 y 1523: 
"También los tlaxcaltecas tienen en sus banderas dos manos juntas amasando comida, porque se jactan de tener campos más feraces de cereales que los demás comarcanos, y por eso le pusieron el nombre a su ciudad." 